# Bellon
Bellon és un municipi francès al departament del Charente (regió de la Nova Aquitània). L'any 2007 tenia 180 habitants.

## Demografia

### Població
El 2007 la població de fet de Bellon era de 180 persones. Hi havia 78 famílies de les quals 22 eren unipersonals (9 homes vivint sols i 13 dones vivint soles), 30 parelles sense fills, 22 parelles amb fills i 4 famílies monoparentals amb fills.
La població ha evolucionat segons el següent gràfic:

### Habitatges
El 2007 hi havia 106 habitatges, 79 eren l'habitatge principal de la família, 22 eren segones residències i 5 estaven desocupats. 98 eren cases i 3 eren apartaments. Dels 79 habitatges principals, 63 estaven ocupats pels seus propietaris, 15 estaven llogats i ocupats pels llogaters i 1 estava cedit a títol gratuït; 6 tenien dues cambres, 14 en tenien tres, 16 en tenien quatre i 42 en tenien cinc o més. 64 habitatges disposaven pel capbaix d'una plaça de pàrquing. A 30 habitatges hi havia un automòbil i a 42 n'hi havia dos o més.

### Piràmide de població
La piràmide de població per edats i sexe el 2009 era:
| Homes | Edats   | Dones |
| ----- | ------- | ----- |
| 0     | 95 o +  | 0     |
| 4     | 90 a 94 | 0     |
| 4     | 85 a 89 | 0     |
| 0     | 80 a 84 | 0     |
| 4     | 75 a 79 | 0     |
| 8     | 70 a 74 | 8     |
| 4     | 65 a 69 | 0     |
| 4     | 60 a 64 | 4     |
| 0     | 55 a 59 | 12    |
| 4     | 50 a 54 | 0     |
| 8     | 45 a 49 | 8     |
| 4     | 40 a 44 | 0     |
| 8     | 35 a 39 | 12    |
| 4     | 30 a 34 | 0     |
| 12    | 25 a 29 | 8     |
| 0     | 20 a 24 | 0     |
| 12    | 15 a 19 | 0     |
| 8     | 10 a 14 | 4     |
| 4     | 5 a 9   | 8     |
| 12    | 0 a 4   | 0     |

## Economia
El 2007 la població en edat de treballar era de 104 persones, 76 eren actives i 28 eren inactives. De les 76 persones actives 67 estaven ocupades (39 homes i 28 dones) i 9 estaven aturades (6 homes i 3 dones). De les 28 persones inactives 13 estaven jubilades, 3 estaven estudiant i 12 estaven classificades com a «altres inactius».

### Ingressos
El 2009 a Bellon hi havia 68 unitats fiscals que integraven 162,5 persones, la mediana anual d'ingressos fiscals per persona era de 13.413 €.

### Activitats econòmiques
Dels 5 establiments que hi havia el 2007, 1 era d'una empresa de construcció, 2 d'empreses de comerç i reparació d'automòbils, 1 d'una empresa d'informació i comunicació i 1 d'una empresa immobiliària.
L'únic servei als particulars que hi havia el 2009 era un electricista.
L'any 2000 a Bellon hi havia 14 explotacions agrícoles.

## Poblacions properes
El següent diagrama mostra les poblacions més properes.